# Sufiyan Khan
Sufiyan Khan (Sofian Khan) fou kan de Coràsmia. Va succeir al seu cosí Hasan Kuli Khan al que va matar després d'assetjar-lo a Urgendj el 1524.
D'abans de pujar al tron s'esmenta que Sofian va exigir a la tribu turcman Irsari que llavors estava acampada prop de Balkhan, el pagament de tribut com havien fet durant anys fins que sobtadament havien matat alguns col·lectors; segons Abu l-Ghazi, el Amudarià aleshores tenia una caiguda a Balkhan a la mar Càspia i el seu curs estava marcat per establiments pròspers; com que els turcmans no van pagar, es va dirigir contra ells i va arrasar el lloc on estaven acampats, juntament amb els saluris del Khurasan, i va fer un gran botí de ramats, dones i criatures; però molts dels turcmans es van retirar a Chutak, un altiplà a tres dies de marxa del port de Balkhan, on sempre hi havia manca d'aigua; allí foren bloquejats per algun temps i es van veure obligats a demanar condicions de rendició i van enviar als seus ancians a Aghatai Sultan, el germà petit de Sufiyan, per intercedir per ells, prometent a canvi ser sempre lleials a ell i la seva descendència. Abulghai va intercedir amb el seu germà gran que finalment va perdonar als turcmans però a canvi de pagar mil ovelles per cada col·lector mort, o sigui 40.000 ovelles de les quals 16.000 foren pagades pels isaris, 16.000 pels saluris i 8.000 pels tekes, sariks i yomuts. Posteriorment aquesta quantitat d'ovelles es va pagar cada any per les mateixes tribus que junts van formar un Uruk conegut com a Tashki Salur (Salurs del Exterior en oposició als Itshki Salur o de l'Interior). Poc després un cens es va fer a altres tribus que foren taxades d'acord amb la seva riquesa, i així els Itshki Salur, van pagar 16.000 ovelles a més de 1.600 per la taula del kan; la tribu de Hassan un nombre similar; els arabajis 4.000 i 400, els guklans 12.000 i 1.200, els adaklis de la tribu Khizir junt als alis i els tivechis (coneguts en conjunt com Uch Il que vol dir "Les Tres Tribus") que eren agricultors establerts a l'Oxus, pagaven un deu per cent del seu producte i una taxa pels seus ramats, i els adaks aportaven un contingent de tropes.
Quan va pujar al tron el país fou repartit en feus: Vesir (Vezir), Yanghi Shehr, Tersek, Derun (Khurasan) i el país dels turcmans de Mangishlak foren donats als nets de Bereke Sultan i Khivà, Hazarasp, Kath, Baldunsaz, el territori de Nikichi (al districte de Su Buyi i "Riba del Riu") que incloïa Bagh-Abad, Nisa, Abiward, Chihardi, Mehineh i el districte de Tagh Buyi (la zona muntanyosa) amb Jejeh i el turcmans de l'Amudarià de Balkhan i Dihistan, van quedar repartits entre els quatre fill d'Avanek Khan.
Va regnar almenys cinc anys (1524-1529). A la seva mort el va succeir el seu germà Bujugha Khan, mentre els seus fills rebien la comarca de la ciutat de Khivà com a feu.